# أنسلمو دوارتي
أنسلمو دوارتي (بالإنجليزية: Anselmo Duarte)‏ (و. 1920 – 2009 م) هو ممثل، ومخرج أفلام، وكاتب سيناريو، ومنتج أفلام، ومونتير، وممثل أفلام برازيلي، ولد في ساو باولو، توفي في ساو باولو، عن عمر يناهز 89 عاماً، بسبب سكتة.

## جوائز
حصل على جوائز منها:
- وسام الاستحقاق الثقافي [الإنجليزية]‏ (2008).

## وصلات خارجية
- أنسلمو دوارتي على موقع IMDb (الإنجليزية)
- أنسلمو دوارتي على موقع روتن توميتوز (الإنجليزية)
- أنسلمو دوارتي على موقع ألو سيني (الفرنسية)
- أنسلمو دوارتي على موقع أول موفي (الإنجليزية)
- أنسلمو دوارتي على موقع قاعدة بيانات الأفلام السويدية (السويدية)
- أنسلمو دوارتي على موقع قاعدة بيانات الفيلم (الإنجليزية)
- أنسلمو دوارتي على موقع كينوبويسك (الروسية)